# 아이돌마스터 샤이니 컬러즈
《아이돌마스터 샤이니 컬러즈》(일본어: アイドルマスター シャイニーカラーズ 아이도루마스타 샤이니 카라즈[*])는 주식회사 BXD에서 개발한 아이돌 육성 게임이다. 아이돌마스터 시리즈의 7번째 파생 프로젝트인 샤이니 컬러즈의 첫 게임이며 HTML5 기반의 웹게임으로 개발되었다. 약칭은 《샤니마스》(シャニマス).

## 개요
아이돌들을 모으고 성장시켜 다른 프로듀서(플레이어)와의 대전에서 승리하는 것이 목적인 게임이다.
기존 아이돌마스터 시리즈와는 완전히 다른 별개의 작품이며, 따라서 새로운 캐릭터 16명이 등장한다.

## 시스템

### 프로듀스 모드
프로듀서(플레이어)가 아이돌을 육성하는 모드.
아이돌을 일정 기간 동안 육성할 수 있다. 총 8주간 육성 혹은 오디션을 진행하고, 일정 랭크 이상을 올리지 못해 실패하거나 성공하여 W.I.N.G에 참가한 후에는 프로듀스를 종료한다.
프로듀스를 시작할 때 프로듀스 아이돌과 서포트 아이돌 4명, 게스트 한 명으로 이루어진 유닛을 만들게 된다.
1회 프로듀스마다 30의 프로듀스 포인트를 소모한다. 프로듀스 포인트의 최대치는 100으로 증가하지 않는다. 이 프로듀스 포인트는 5분에 1씩 자연 회복되며, 리커버리 소다로 회복할 수 있다.

### 페스
프로듀스가 종료된 페스 아이돌로 다른 플레이어와 대전하는 모드.
여기서 획득한 스타, 순위, 퍼포먼스 랭킹에 따라 게임 내 재화인 머니를 획득할 수 있다.

### 오디션
프로듀스 모드의 오디션이나 페스에서 사용하는 시스템. 심사위원에게 가능한 높은 평가를 받는게 목표이다.
플레이어는 심사위원에게 어필할 수 있다. 이 때 스타를 획득하게 된다.
각 심사위원마다 특화된 채점 속성이 있고 이 특화된 속성에 맞춰 어필해야 더 큰 만족도를 받는다. 심사위원의 만족도에 따라 플레이어가 받는 스타에 보너스가 적용된다.
심사위원은 어필할 때마다 만족도가 증가하는데, 만족도가 MAX가 된 심사위원은 퇴장한다. 퇴장한 심사위원에게는 어필할 수 없다.
플레이어가 화면에 표시된 게이지를 정확하게 누를수록 어필 수치가 커지고 라이벌보다 빠르게 어필할 수 있다. 또 계속해서 어필할 경우 링크 어필이 발동해 획득하는 만족도가 증가한다.
심사위원은 일정 확률로 아이돌에게 지적하여 멘탈을 감소시키며, 멘탈이 감소할수록 퍼펙트 판정이 어려워진다. 멘탈이 0이 된 아이돌은 리타이어 상태가 되어 더 이상 어필할 수 없게 된다.
어필할 때마다 추억 게이지가 증가하는데, 이 게이지를 소모하여 추억 어필을 발동하면 전체 심사위원의 만족도를 큰 폭으로 증가시킬 수 있다.
프로듀스 모드에서 획득한 스킬 포인트로 어필치 증가나 멘탈 회복과 같은 라이브 스킬을 발동할 수 있다.

### 아이돌

#### 프로듀스 아이돌
플레이어가 프로듀스 모드에서 직접 관리하는 아이돌.
프로듀스 모드가 종료되면 육성된 아이돌의 성장치를 가지고 있는 페스 아이돌을 만들 수 있다.
S레어 및 SS레어 아이돌은 개인 의상을 가지고 있다.

#### 서포트 아이돌
프로듀스 아이돌을 지원하는 아이돌.
트레이닝 티켓을 사용해 레벨, 능력치, 서포트 스킬을 성장시켜 프로듀스 아이돌의 성장을 도울 수 있다.

#### 페스 아이돌
프로듀스 하던 아이돌의 프로듀스 모드가 종료되는 시점에서 능력치, 스킬들을 계승하는 아이돌.
페스에서만 사용할 수 있고 게임 내 재화인 머니로 바꿀 수 있다.

## 등장 캐릭터

### 283(츠바사) 프로덕션

#### illumination STARS
- 유닛 소개 페이지
- 유닛 PV

눈동자 속에서 빛나는, 무한한 가능성.
자그마한 빛을 품은 소녀들로 결성된 신세대 아이돌 유닛. 지금은 아직 희미한 빛일 뿐이지만, 서로 부딪히고 때로는 서로 도우며 일등성을 목표로 나아간다!
| 이름       | 카자노 히오리 (風野灯織) | 사쿠라기 마노 (櫻木真乃) | 하치미야 메구루 (八宮めぐる) |
| ---------- | ------------------------ | ------------------------ | ---------------------------- |
| 성우       | 콘도 레이나              | 세키네 히토미            | 미네타 마유                  |
| 나이       | 15세                     | 16세                     | 16세                         |
| 신장       | 154cm                    | 155cm                    | 157cm                        |
| 체중       | 43kg                     | 48kg                     | 46kg                         |
| 쓰리사이즈 | 75/55/78                 | 86/58/88                 | 90/59/89                     |
| 출신지     | 도쿄                     | 도쿄                     | 미국                         |
| 생일       | 3월 4일                  | 4월 25일                 | 7월 22일                     |
| 별자리     | 물고기자리               | 황소자리                 | 게자리                       |
| 혈액형     | A형                      | A형                      | O형                          |
| 관련 링크  | 캐릭터 PV                | 캐릭터 PV                | 캐릭터 PV                    |
| 관련 링크  | 프로필 페이지            | 프로필 페이지            | 프로필 페이지                |

#### L'Antica
- 유닛 소개 페이지
- 유닛 PV

돌려라, 녹슨 운명의 열쇠를.
가슴에 피울 불꽃을 '노래'로, 외로운 눈물을 '소원'으로 바꾸는 신세계의 혁명적인 아이돌 유닛. 고딕 드레스를 두르고, 그녀들은 언제까지나 희망을 노래한다──
| 이름       | 타나카 마미미 (田中摩美々) | 유코쿠 키리코 (幽谷霧子) | 츠키오카 코가네 (月岡恋鐘) | 미츠미네 유이카 (三峰結華) | 시라세 사쿠야 (白瀬咲耶) |
| ---------- | -------------------------- | ------------------------ | -------------------------- | -------------------------- | ------------------------ |
| 성우       | 스가누마 치사              | 유이나 미즈키            | 이소베 카린                | 나루미 루나                | 야마키 안나              |
| 나이       | 18세                       | 17세                     | 19세                       | 19세                       | 18세                     |
| 신장       | 161cm                      | 160cm                    | 165cm                      | 158cm                      | 175cm                    |
| 체중       | 49㎏                       | 51㎏                     | 58㎏                       | 44㎏                       | 60㎏                     |
| 쓰리사이즈 | 81/56/83                   | 79/55/81                 | 93/60/91                   | 73/52/81                   | 91/58/87                 |
| 출신지     | 카나가와                   | 아오모리                 | 나가사키                   | 후쿠시마                   | 고치                     |
| 생일       | 5월 24일                   | 9월 23일                 | 2월 25일                   | 1월 16일                   | 6월 27일                 |
| 별자리     | 쌍둥이자리                 | 천칭자리                 | 물고기자리                 | 염소자리                   | 게자리                   |
| 혈액형     | B형                        | AB형                     | B형                        | O형                        | A형                      |
| 관련 링크  | 캐릭터 PV                  | 캐릭터 PV                | 캐릭터 PV                  | 캐릭터 PV                  | 캐릭터 PV                |
| 관련 링크  | 프로필 페이지              | 프로필 페이지            | 프로필 페이지              | 프로필 페이지              | 프로필 페이지            |

#### ALSTROEMERIA
- 유닛 소개 페이지
- 유닛 PV

꽃 피는 시절, 우리들의 행복이론.
톡톡 튀는 해피한 3인조 아이돌 유닛. 알스트로메리아의 꽃말 '미래를 향한 동경'을 가슴에 품은 채, 오늘도 행복 가득한 퍼포먼스로 공연장에 미소를 피워냅니다!
| 이름       | 오사키 아마나 (大崎甘奈) | 쿠와야마 치유키 (桑山千雪) | 오사키 텐카 (大崎甜花) |
| ---------- | ------------------------ | -------------------------- | ---------------------- |
| 성우       | 쿠로키 호노카            | 시바사키 노리코            | 마에카와 료코          |
| 나이       | 17세                     | 23세                       | 17세                   |
| 신장       | 159cm                    | 163cm                      | 159cm                  |
| 체중       | 43kg                     | 47㎏                       | 44㎏                   |
| 쓰리사이즈 | 80/56/80                 | 89/58/92                   | 81/58/83               |
| 출신지     | 도야마                   | 야마구치                   | 도야마                 |
| 생일       | 12월 25일                | 4월 18일                   | 12월 25일              |
| 별자리     | 염소자리                 | 황소자리                   | 염소자리               |
| 혈액형     | A형                      | A형                        | A형                    |
| 관련 링크  | 캐릭터 PV                | 캐릭터 PV                  | 캐릭터 PV              |
| 관련 링크  | 프로필 페이지            | 프로필 페이지              | 프로필 페이지          |

#### 방과후 클라이맥스 걸즈 (放課後クライマックスガールズ)
- 유닛 소개 페이지
- 유닛 PV

여자아이는 언제나 방과후가 클라이맥스!
개성과 개성이 맞부딛치는 전력계 아이돌 유닛. 혼신의 노력으로 아이돌의 길을 뚫고 전진하는 그녀들의 모습이야말로 '클라이맥스'의 증표. 팬도 프로듀서도 세계를 휩쓸며 아이돌계의 정상을 노린다!!
| 이름       | 모리노 린제 (杜野凛世) | 소노다 치요코 (園田智代子) | 코미야 카호 (小宮果穂) | 사이죠 주리 (西城樹里) | 아리스가와 나츠하 (有栖川夏葉) |
| ---------- | ---------------------- | -------------------------- | ---------------------- | ---------------------- | ------------------------------ |
| 성우       | 마루오카 와카나        | 시라이시 하루카            | 코우노 히요리          | 나가이 마리코          | 스즈모토 아키호                |
| 나이       | 16세                   | 17세                       | 12세                   | 17세                   | 20세                           |
| 신장       | 155cm                  | 149cm                      | 163cm                  | 160cm                  | 168cm                          |
| 체중       | 44㎏                   | 46㎏                       | 45㎏                   | 48㎏                   | 49㎏                           |
| 쓰리사이즈 | 70/54/78               | 85/56/82                   | 80/57/83               | 75/58/78               | 85/58/84                       |
| 출신지     | 돗토리                 | 치바                       | 도쿄                   | 카나가와               | 아이치                         |
| 생일       | 10월 19일              | 2월 24일                   | 7월 29일               | 11월 26일              | 8월 16일                       |
| 별자리     | 천칭자리               | 물고기자리                 | 사자자리               | 궁수자리               | 사자자리                       |
| 혈액형     | B형                    | A형                        | A형                    | O형                    | B형                            |
| 관련 링크  | 캐릭터 PV              | 캐릭터 PV                  | 캐릭터 PV              | 캐릭터 PV              | 캐릭터 PV                      |
| 관련 링크  | 프로필 페이지          | 프로필 페이지              | 프로필 페이지          | 프로필 페이지          | 프로필 페이지                  |

#### Straylight
- 유닛 소개 페이지
- 유닛 PV

몸에 두른 것은 미광, 소녀들은 우상이 된다.
실재와 비실재를 오가는 카리스마적 아이돌 유닛. 아이돌이라는 아바타를 몸에 두르고 노래하는 것은 진실인가 광기인가. 풀려난 미광이 오늘도 세계를 누빈다.
| 이름       | 마유즈미 후유코 (黛冬優子) | 세리자와 아사히 (芹沢あさひ) | 이즈미 메이 (和泉愛依) |
| ---------- | -------------------------- | ---------------------------- | ---------------------- |
| 성우       | 유키무라 에리              | 타나카 유키                  | 키타하라 사야카        |
| 나이       | 19세                       | 14세                         | 18세                   |
| 신장       | 163cm                      | 153cm                        | 162cm                  |
| 체중       | 55kg                       | 47kg                         | 51kg                   |
| 쓰리사이즈 | 75/55/78                   | 86/58/88                     | 90/58/88               |
| 출신지     | 이바라키                   | 도쿄                         | 사이타마               |
| 생일       | 12월 4일                   | 1월 4일                      | 8월 2일                |
| 별자리     | 사수자리                   | 염소자리                     | 사자자리               |
| 혈액형     | A형                        | AB형                         | O형                    |
| 관련 링크  | 프로필 페이지              | 프로필 페이지                | 프로필 페이지          |

#### noctchill
- 유닛 소개 페이지
- 유닛 PV

안녕，투명했던 우리.
소꿉친구 4명이서 결성된 투명감 넘치는 아이돌 유닛. 누군가가 될 필요는 없어. 달리기 시작하는 파도를 따라 소녀들은 푸른 바람이 된다.

#### SHHis
- 유닛 소개 페이지
- 유닛 PV

반짝여라, 스팽글 샹들리에.
스파이시&걸리한 댄스 팝 유닛. 음악은 멈추지 않아. 그러니까 잠자코 들어. 뛰기 시작하는 마음의 BPM을, 억누를 수 없는 선율을. 내(she)가 내(she)가 되기 위한, 1000캐럿의 이야기를.
| 이름       | 나나쿠사 니치카 (七草にちか) | 아케타 미코토 (緋田美琴) |
| ---------- | ---------------------------- | ------------------------ |
| 성우       | 시즈키 아즈사                | 야마네 아야              |
| 나이       | 18세                         | 20세                     |
| 신장       | 158cm                        | 170cm                    |
| 체중       | 48kg                         | 54kg                     |
| 쓰리사이즈 | 82/55/84                     | 85/57/85                 |
| 출신지     | 사이타마                     | 홋카이도                 |
| 생일       | 7월 26일                     | 9월 8일                  |
| 별자리     | 사자자리                     | 처녀자리                 |
| 혈액형     | O형                          | B형                      |
| 관련 링크  | 프로필 페이지                | 프로필 페이지            |

#### CoMETIK
- 유닛 소개 페이지
- 유닛 PV

신시대 도래의 조짐, 흑색 혜성(컬러리스 아이돌)
돌연히 날아온 신시대의 아이돌 유닛. 검은 색을 두르고 색에 얽매이지 않는 소녀들. 혜성의 궤적이(이야기가) 보여주는 것은 어둠인가 빛인가, 혹은──
| 이름       | 스즈키 하나 (鈴木羽那) | 이카루가 루카 (斑鳩ルカ) | 이쿠타 하루키 (郁田はるき) |
| ---------- | ---------------------- | ------------------------ | -------------------------- |
| 성우       | 미카와 하루나          | 카와구치 리나            | 오자와 레나                |
| 나이       | 18세                   | 20세                     | 17세                       |
| 신장       | 158cm                  | 161cm                    | 156cm                      |
| 체중       | 49kg                   | 44kg                     | 47kg                       |
| 쓰리사이즈 | 84/58/82               | 76/54/78                 | 82/57/83                   |
| 출신지     | 오카야마               | 가나가와                 | 나가노                     |
| 생일       | 10월 2일               | 1월 31일                 | 4월 5일                    |
| 별자리     | 천칭자리               | 물병자리                 | 양자리                     |
| 혈액형     | O형                    | B형                      | AB형                       |
| 관련 링크  | 프로필 페이지          | 프로필 페이지            | 프로필 페이지              |

## TV 애니메이션
2023년 3월 19일에 개최된 「THE IDOLM@STER SHINY COLORS 5th LIVE If I_wings.」 2일째 공연에서 TV 애니메이션화가 발표되었다 2024년 4월부터 방송. 방송에 앞서 2023년 10월 27일부터 전국 극장에서 전편 선행 상영도 실시된다.